# Hanama Sagar, Ramdurg
Hanama Sagar là một làng thuộc tehsil Ramdurg, huyện Belgaum, bang Karnataka, Ấn Độ.